# 스테프 캐틀리
스테퍼니엘리즈 "스테프" 캐틀리(영어: Stephanie-Elise "Steph" Catley, 1994년 1월 26일 ~ )는 오스트레일리아의 여자 축구 선수이다. 포지션은 수비수이며, 현재 오스트레일리아 W리그의 멜버른 시티 FC 소속이다.

## 클럽 경력
빅토리아주 축구 연맹이 주관한 유소년 축구 선수 육성 프로그램인 빅토리아 챔피언스리그 프로그램에 참가했다. 15세 시절이던 2009년에 멜버른 빅토리에 입단했으며 2009년 10월에 열린 퍼스 글로리와의 경기에서 처음 출전했다. 원래는 미드필더로 활약했지만 나중에 수비수로 전향했다. 2013-14 시즌에서는 멜버른 빅토리의 W리그 챔피언십 우승을 이끌었다.
2014년에는 미국 내셔널 위민스 사커 리그 소속 클럽인 포틀랜드 손스로 이적했고 2014-15 W리그 시즌 진행 도중에 멜버른 빅토리로 임대 이적했다. 2015년 9월 17일에는 멜버른 시티로 임대 이적했고 2015-16 시즌에서는 멜버른 시티의 W리그 프리미어십 우승을 이끌었다. 2015년 12월 10일에는 칼리지 드래프트 과정을 통해 올랜도 프라이드로 이적했다.
2016년부터 2018년까지 멜버른 시티로 임대 이적했으며 2016 시즌, 2017 시즌에서는 멜버른 시티의 W리그 챔피언십 우승을 이끌었다. 2018년에는 시애틀 레인 FC로 이적했지만 2018 시즌 초반에는 무릎 수술을 받기도 했다.

## 국가대표 경력
오스트레일리아 여자 U-17, 여자 U-20 축구 국가대표팀 선수로 활약했으며 2012년 6월에 열린 뉴질랜드와의 경기에 처음 출전하면서 오스트레일리아 여자 축구 국가대표팀 선수로 데뷔했다. 2015년 FIFA 여자 월드컵, 2016년 리우데자네이루 하계 올림픽, 2019년 FIFA 여자 월드컵에 참가했다.

## 사생활
스테프 캐틀리는 오스트레일리아의 남자 축구 선수인 팀 케이힐, 아르헨티나의 남자 축구 선수인 리오넬 메시와 함께 일렉트로닉 아츠에서 제작한 FIFA 시리즈 게임인 《FIFA 16》의 오스트레일리아판 모델로 발탁되었다. 《FIFA 16》은 FIFA 시리즈 역사상 최초로 여자 축구가 등장한 비디오 게임이다.

## 수상

### 클럽
멜버른 빅토리
- 2013-14 시즌 W리그 챔피언십 우승

멜버른 시티
- 2015-16 시즌 W리그 프리미어십 우승
- 2016 시즌 W리그 챔피언십 우승
- 2017 시즌 W리그 챔피언십 우승

### 국가대표
- 2009년 AFF U-16 여자 축구 선수권 대회 우승
- 2017년 토너먼트 오브 네이션스 우승

### 개인
- 2012-13 시즌 W리그 올해의 청소년 선수 수상
- 2012년 오스트레일리아 축구 연맹 선정 올해의 20세 이하 여자 축구 선수 수상
- 2013년 오스트레일리아 축구 연맹 선정 올해의 20세 이하 여자 축구 선수 수상